# Nick Ross (calciatore 1862)
Nicholas John Ross, detto Nick (Edimburgo, 6 dicembre 1862 – 7 agosto 1894), è stato un calciatore scozzese, di ruolo difensore o attaccante.

## Carriera
Iniziò la sua carriera nell'Heart of Midlothian, squadra della sua città e di cui divenne capitano all'età di 20 anni.
Successivamente si trasferì in Inghilterra dove vestì la maglia del Preston North End e trovò lavoro come riparatore di tetti. Con la maglia del Preston raggiunse la finale della FA Cup 1887-1888, poi persa contro il West Bromwich Albion. Nel 1888 passò all'Everton ma dopo una sola stagione fece ritorno al club di Preston. Tornato nel vecchio club cambiò ruolo, da difensore divenne attaccante, e riuscì a conquistare la vittoria nel campionato 1889-1890, di cui fu anche capocannoniere.
La sua carriera si interruppe nel 1893 per via delle sue condizioni di salute, l'anno seguente morì di tubercolosi.

## Palmarès
- Campionato inglese: 1

Preston  North End: 1889-1890